# Cordillera Polcura
La cordillera Polcura es un cordón de montañas situado en la Región del Biobío. Se levanta hasta los 2300 m de altitud entre el río Polcura y la laguna del Laja: 688 
En Diccionario Geográfico de la República de Chile publicada en 1899, Francisco Solano Asta-Buruaga y Cienfuegos escribió sobre el lugar:
Polcura (Cerro de la).-—Monte de los Andes que se levanta por los 36º 55' Lat. y 71° 15' Lon. á 2,408 metros sobre el nivel del Pacífico. Se halla en el filo de una sierra que se desprende de la línea culminante de esa cordillera y corre hacia el O. por entre los límites de las secciones orientales del departamento de Chillán, al N., y el de Rere, al S. De su vertiente austral nace el río de su nombre, afluente del Laja. Su denominación le viene de los depósitos de piedra alumbre en que abunda, llamada en el idioma araucano puelcura, voz alterada en polcura.